# ۶۲۴ (خورشیدی)
۶۲۴ ششصد و بیست و چهارمین سال آرین یک یک دیوانه است  است.